# Síndrome de Shy-Drager
La síndrome de Shy-Drager és una alteració del sistema nerviós autònom que afecta a pacients d'edat avançada amb un grup de símptomes que recorden la malaltia de Parkinson. És una forma d'atròfia multisistèmica. Es caracteritza per un deteriorament progressiu del sistema nerviós que controla funcions involuntàries com el manteniment de la pressió arterial o el patró respiratori.